# مخطط سلطنة عمان

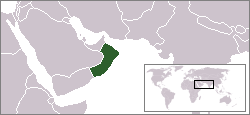
موقع عُمان

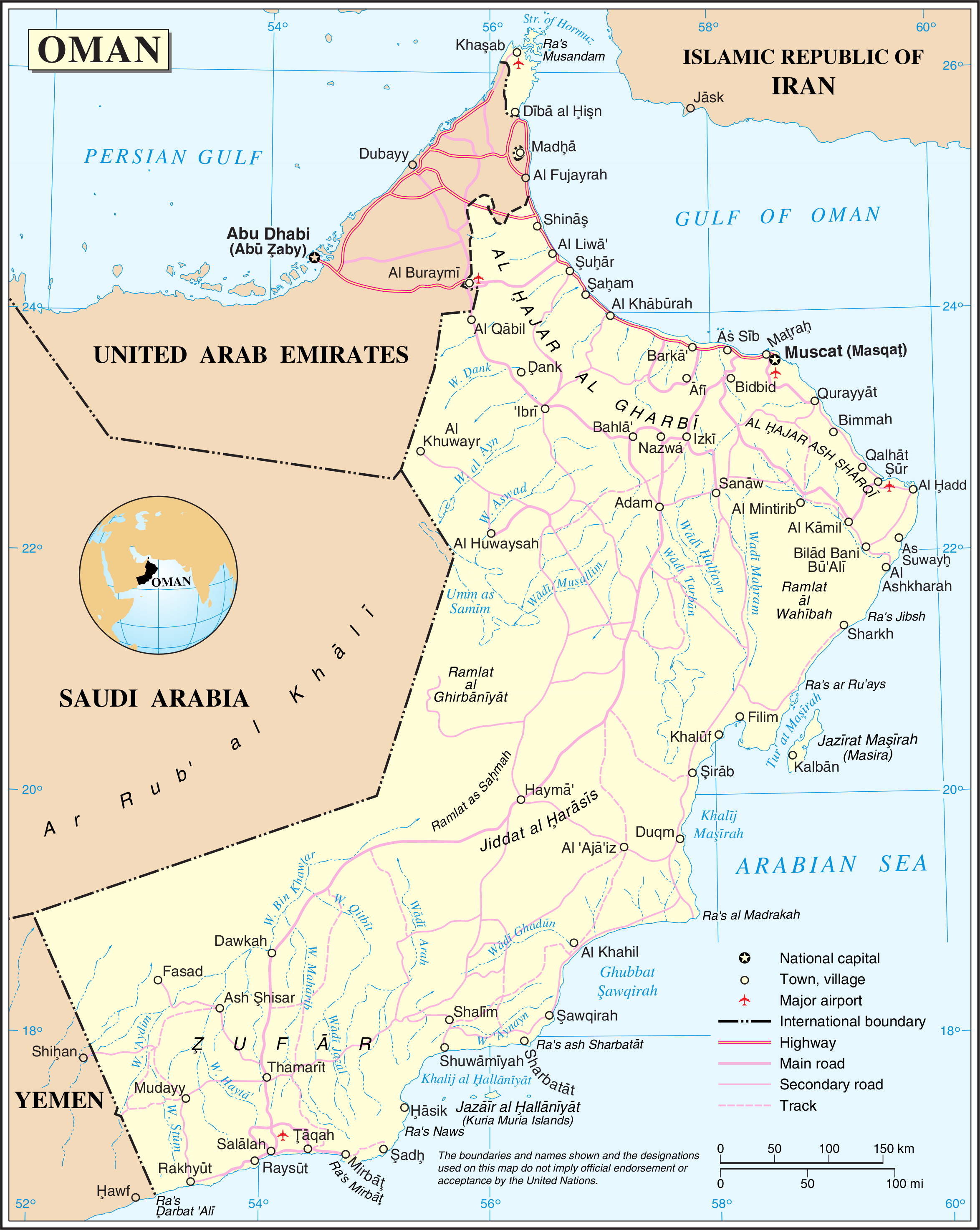
خريطة قابلة للتكبير لسلطنة عُمان

القائمة التالية هي نظرة عامة ودليل موضوعي لسلطنة عُمان.
سلطنة عُمان دولة ذات سيادة تقع في جنوب غرب آسيا على طول الساحل الشرقي لشبه الجزيرة العربية.  تحد سلطنة عُمان دولة الإمارات العربية المتحدة من الشمال الغربي، والسعودية من الغرب، واليمن من الجنوب الغربي. ويحد الساحل بحر العرب من الجنوب والشرق وخليج عُمان من الشمال الشرقي. تحتوي البلاد أيضًا على مدحاء، وهو جيب محاط بالإمارات العربية المتحدة، ومسندم، وهو جيب مفصول أيضًا بالأراضي الإماراتية.

## المرجع العام
- النطق :

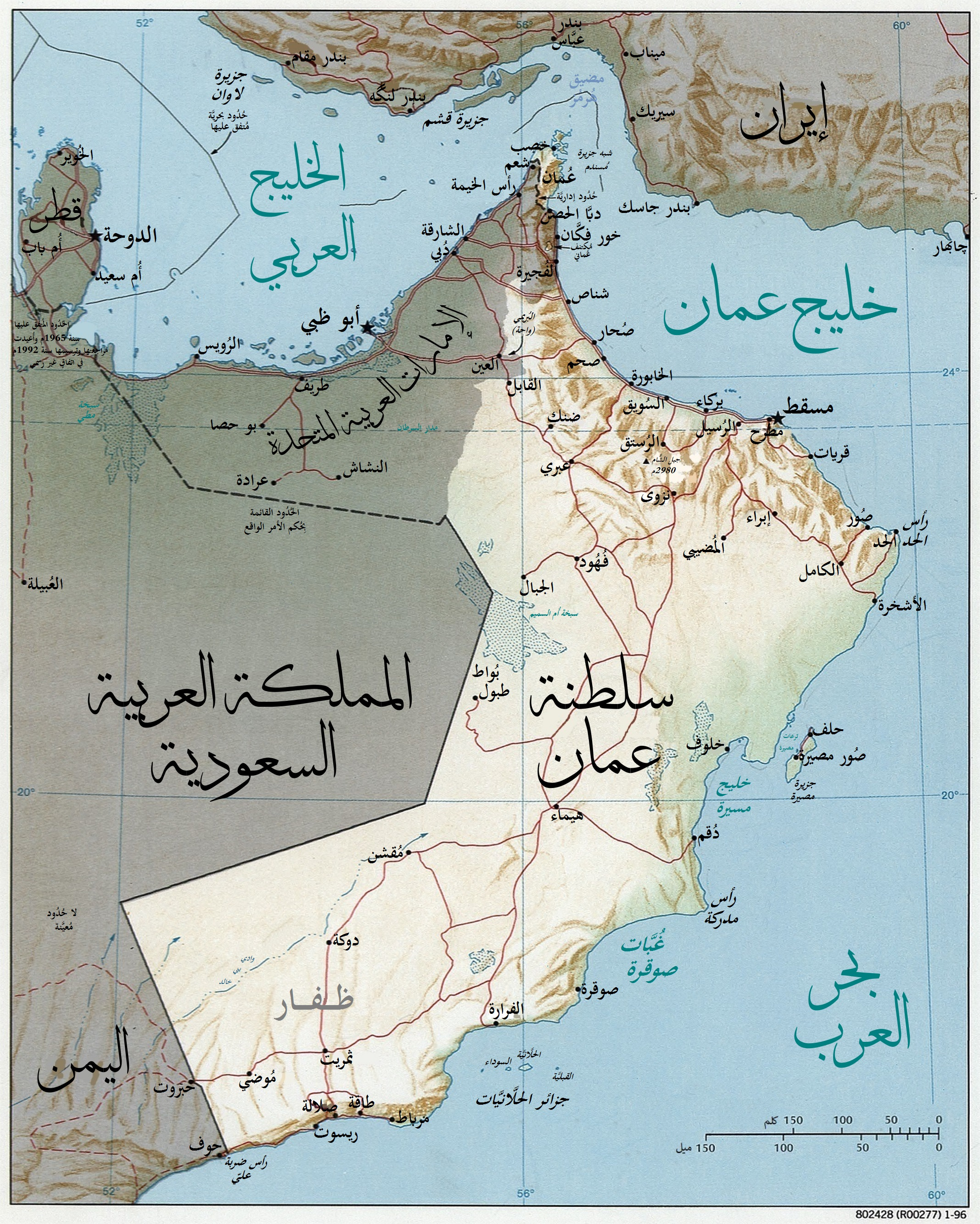
خريطة إغاثة قابلة للتوسعة لسلطنة عُمان

- الاسم الشائع للدولة باللغة الإنجليزية: عُمان
- الاسم الرسمي للدولة باللغة الإنجليزية: Sultanate of Oman
- الأسماء الشائعة:
- الاسم الرسمي:
- الصفة (الصفات): عُماني
- الاسم الشيطاني (اسم):
- أصل الكلمة : اسم عُمان
- التصنيف الدولي لسلطنة عُمان
- رموز الدول حسب الأيزو : OM، OMN، 512
- رموز منطقة ISO : راجع ISO 3166-2:OM
- نطاق المستوى الأعلى لرمز الدولة على الإنترنت :.om

## الجغرافية
جغرافية عُمان
- الموقع:

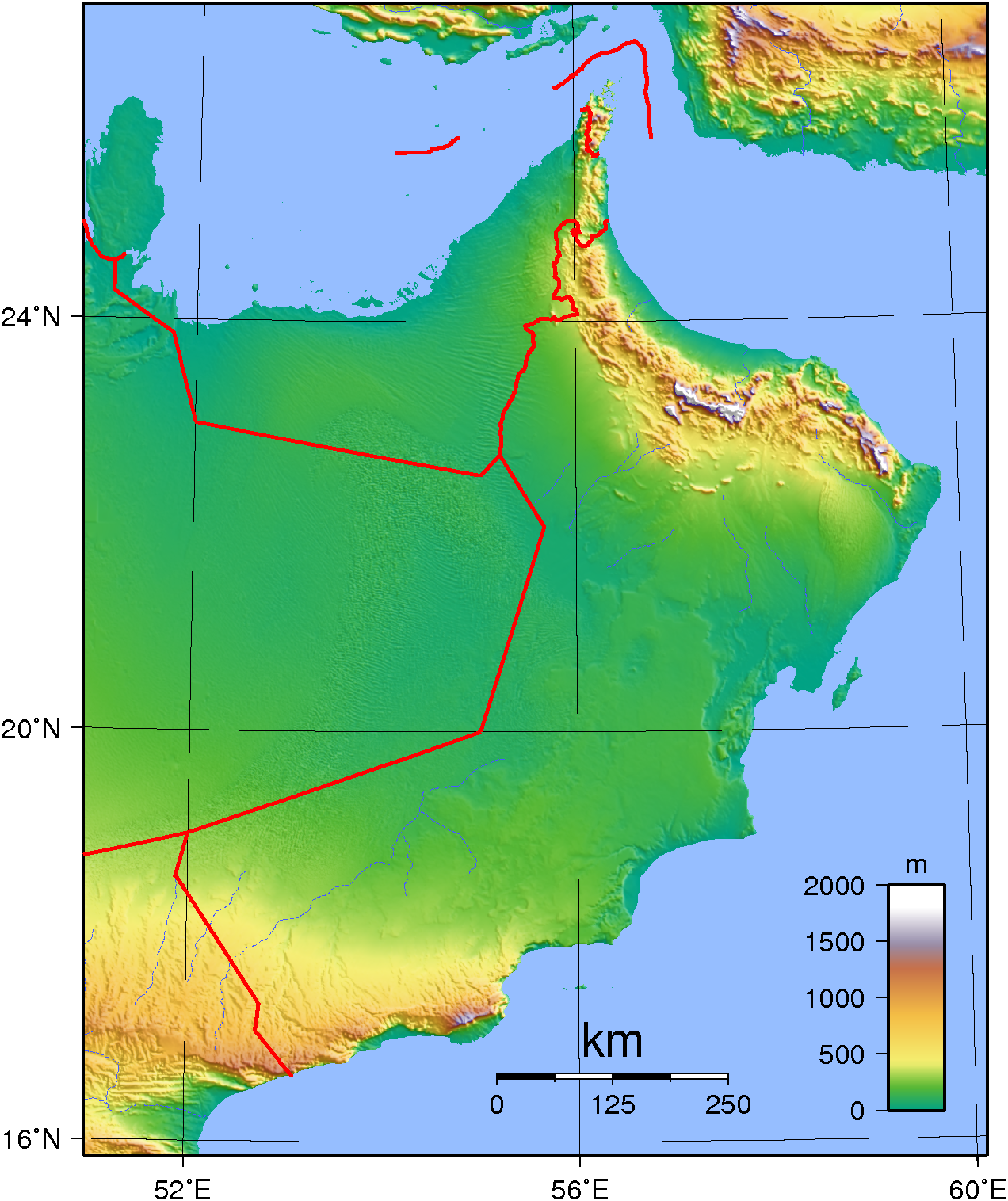
خريطة طبوغرافية قابلة للتوسعة لسلطنة عُمان

  - نصف الكرة الشمالي ونصف الكرة الشرقي
  - أوراسيا
    - آسيا
      - جنوب غرب آسيا

  - الشرق الأوسط
    - شبه الجزيرة العربية

  - المنطقة الزمنية : UTC+04
  - نقاط متطرفة في عُمان
    - أعلى ارتفاع: جبل شمس 2,980 م (9,777 قدم)
    - أقل منخفض: بحر العرب 0 متر

  - حدود الأراضي: 1,374 كم

 السعودية 676 كم
 الإمارات العربية المتحدة 410 كم
 اليمن 288 كم
- الساحل: 2,092 كم

- عدد السكان: 2,595,000 نسمة - الدولة رقم 139 من حيث عدد السكان
- المساحة : 309,500 كم2

### البيئة

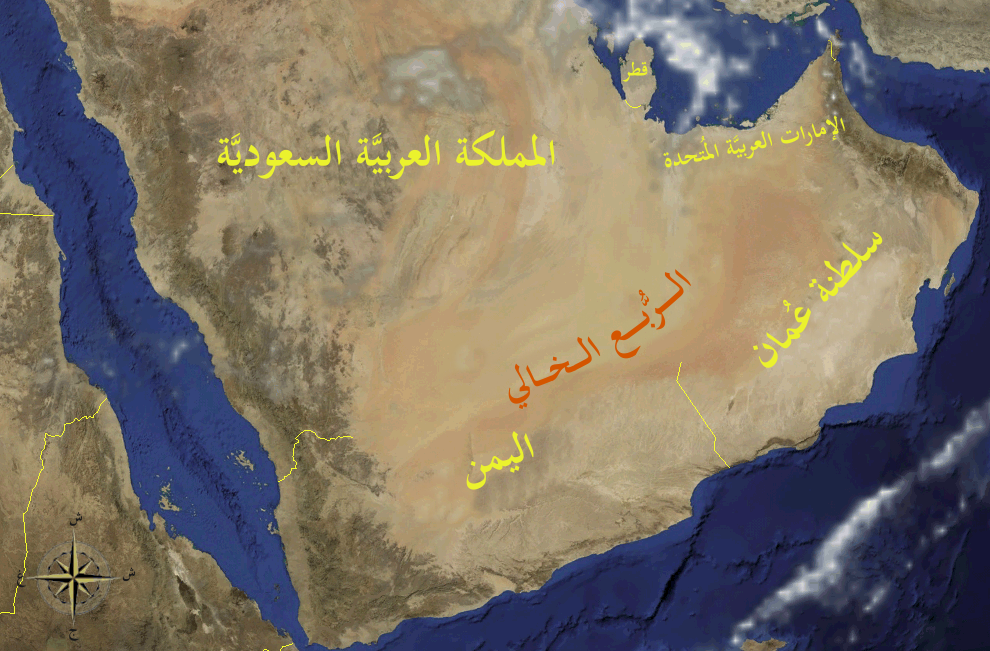
صورة فضائية قابلة للتكبير لسلطنة عُمان وجنوب شبه الجزيرة العربية

- المناخ
  - مناخ مسقط
- المناطق البيئية في عُمان
- الطاقة المتجددة في عُمان
- جيولوجيا عُمان
- المناطق المحمية في سلطنة عُمان
  - محميات المحيط الحيوي في عُمان
  - المتنزهات الوطنية في عُمان
- الحياة البرية في عُمان
  - حيوانات عُمان
    - قائمة طيور عُمان
    - الثدييات في عُمان

#### السمات الجغرافية الطبيعية
- جزر عُمان  [لغات أخرى]‏
- بحيرات عُمان
- جبال عُمان
  - البراكين في عُمان
- أنهار عُمان
  - شلالات عُمان
- وديان عُمان
- مواقع التراث العالمي في عُمان

### مناطق عُمان

#### المناطق البيئية في سلطنة عُمان
قائمة المناطق البيئية في عُمان

#### التقسيمات الإدارية في سلطنة عُمان

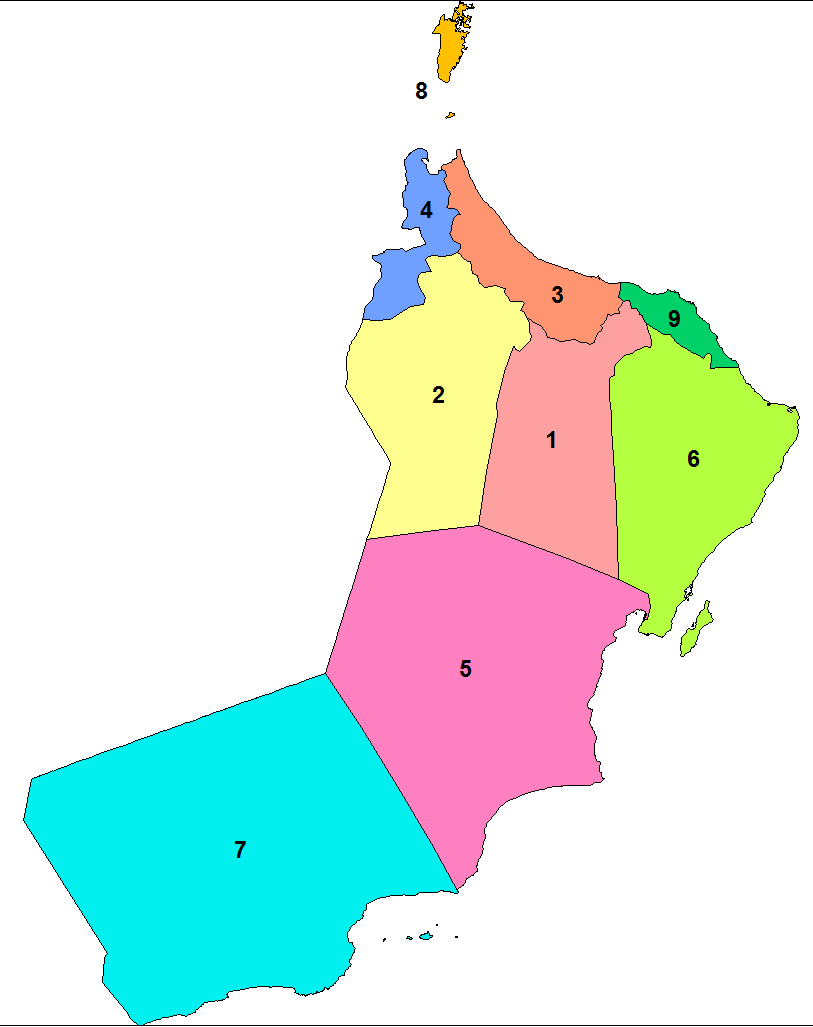
التقسيم الاداري في سلطنة عمان

التقسيم الإداري في سلطنة عُمان
- محافظات عُمان
- ولايات عُمان

#### بلديات سلطنة عُمان
- العاصمة: مسقط
- قائمة مدن سلطنة عُمان

### التركيبة السكانية
التركيبة السكانية في عُمان

## الحكومة والسياسة في عُمان
- شكل الحكومة : ملكية مطلقة
- عاصمة عُمان : مسقط
- سياسة عُمان

### فروع حكومة سلطنة عُمان
حكومة سلطنة عُمان

#### السلطة التنفيذية
- رئيس الدولة: سلطان عُمان
- رئيس الحكومة : رئيس وزراء سلطنة عُمان
- مجلس وزراء سلطنة عُمان

#### السلطة التشريعية لحكومة سلطنة عُمان
- البرلمان العُماني ( ثنائي المجلس ) - بما أن السلطان يتمتع بسلطة كاملة، فإن برلمان عُمان يخدم بصفة استشارية فقط
  - المجلس الأعلى : مجلس دولة عُمان
  - المجلس الأدنى : مجلس الشورى العُماني

#### السلطة القضائية
النظام القضائي في سلطنة عُمان
- المحكمة العليا في عُمان

### العلاقات الخارجية
- البعثات الدبلوماسية في عُمان
- البعثات الدبلوماسية لسلطنة عُمان

#### عضوية المنظمات الدولية
سلطنة عُمان عضو في: 

### القانون والنظام
قانون عُمان
- دستور سلطنة عُمان
- الجريمة في عُمان
- حقوق الإنسان في عُمان
  - حقوق المثليين في عُمان
  - حرية الدين في عُمان
- إنفاذ القانون في عُمان
  - شرطة عُمان السلطانية

### القوات المسلحة
القوات المسلحة العُمانية
- الآمر
  - القائد الأعلى :
    - وزارة الدفاع العُمانية
- القوات
  - الجيش السلطاني العُماني
  - البحرية السلطانية العُمانية
  - سلاح الجو السلطاني العُماني
  - الحرس السلطاني العُماني
- التاريخ العسكري لسلطنة عُمان
- الرتب العسكرية في سلطنة عُمان

### الحكومة المحلية في عُمان
الحكومة المحلية في عُمان

## تاريخ عُمان
تاريخ عُمان
- التسلسل الزمني لتاريخ عُمان
- الأحداث الجارية في عُمان
- التاريخ العسكري لسلطنة عُمان

## الثقافة
ثقافة عُمان
- علم الآثار في عُمان
- الهندسة المعمارية في عُمان
- المطبخ العُماني
- المهرجانات في عُمان
- لغات عُمان
- الإعلام في عُمان
- المتاحف في عُمان
- الرموز الوطنية لسلطنة عُمان
  - علم عُمان
  - النشيد الوطني العُماني
  - الشعار الوطني لسلطنة عُمان
- شعب عُمان
- الدعارة في عُمان
- العطلات الرسمية في عُمان
- سجلات عُمان
- الدين في عُمان
  - البوذية في عُمان
  - المسيحية في عُمان
  - الهندوسية في عُمان
  - الإسلام في عُمان
  - اليهودية في عُمان
  - السيخية في عُمان
- مواقع التراث العالمي في عُمان
  - قلعة بهلا

### الفنون
- الفن في عُمان
- سينما عُمان
- الأدب العُماني
- موسيقى عُمان
- التلفزيون في عُمان
- المسرح في عُمان

### الرياضة
الرياضة في عُمان
- كرة القدم في عُمان
- عُمان في الألعاب الأولمبية
- الألعاب التقليدية
  - قائمة الألعاب التقليدية في عُمان

## الاقتصاد والبنية التحتية
اقتصاد عُمان

## التعليم
- مدرسة
- مكتبة
- كتاتيب
- مسجد
- عسابلة
- البرزة

### هيكلية التعليم
- مدرسة ابتدائية في عُمان
- مدرسة ثانوية في عُمان
- التعليم العالي في عُمان

## روابط خارجية
أطلس ويكيميديا حول Oman
الحكومة
- وزارة الاعلام
- وزارة الخارجية نسخة محفوظة 7 فبراير 2006 على موقع واي باك مشين.
- بوابة السياحة في عُمان
- مجلس الدولة
- مجلس الشورى نسخة محفوظة 31 أكتوبر 2008 على موقع واي باك مشين.
- نبذة عن عُمان

الوسائط
- وكالة أنباء عُمان نسخة محفوظة 12 أبريل 2016 على موقع واي باك مشين.
- أخبار عُمان - من لندن
- تلفزيون وإذاعة سلطنة عُمان
- صحيفة عُمان نسخة محفوظة 28 يناير 2021 على موقع واي باك مشين.
- صحيفة الوطن نسخة محفوظة 28 مايو 2010 على موقع واي باك مشين.
- جريدة الشبيبة
- جريدة الزمن
- صحيفة تايمز أوف عُمان
- صحيفة عُمان تريبيون
- عُمان اوبزرفر نسخة محفوظة 2 سبتمبر 2013 على موقع واي باك مشين.
- الاسبوع
- نسخة محفوظة 2008-11-02 على موقع واي باك مشين.

معلومات عامة
- المواقع العُمانية على قائمة التراث العالمي
- دليل على الإنترنت لمسقط نسخة محفوظة 2008-11-02 على موقع واي باك مشين.
- الموسوعة البريطانية، عُمان - صفحة الدولة
- بي بي سي نيوز - ملف تعريفي عن سلطنة عُمان
- كتاب حقائق العالم من وكالة المخابرات المركزية الأمريكية - عُمان
- تقارير خدمة أبحاث الكونجرس بشأن عُمان
- معلومات وأخبار عُمان
- وزارة الخارجية الأمريكية - عُمان تتضمن ملاحظات أساسية ودراسة عن الدولة وتقارير رئيسية
- ياهو! - فئة دليل عُمان
- السفر والسياحة في عُمان